# Anna Gener Surrell
Anna Gener Surrell   (Barcelona, 1974) és executiva en cap de la consultora immobiliària Savills a Barcelona.
Filla d'una filòloga francesa i un biòleg, tot i que li agradava l'arquitectura va estudiar ciències econòmiques a la UPF. Va treballar d'auditora sis anys, fins que va entrar a la consultora immobiliària Savills Aguirre Newman. Forma part de la junta de Pimec, del Círculo Ecuestre, o del comitè editorial de El Periódico. Va ser inclosa a la llista de les 100 dones més influents de Catalunya del 2025 segons la revista Forbes.